# Addaura
L'Addaura è una frazione litoranea di piccole dimensioni della città di Palermo, inserita nella VII Circoscrizione.    
Si sviluppa sul Lungomare Cristoforo Colombo, che dal confine sud-est di Mondello raggiunge il centro del capoluogo aggirando il Monte Pellegrino. Oggi rientra nel quartiere Partanna-Mondello.   
La località riveste un forte interesse storico e naturalistico per la presenza della grotta dell'Addaura, uno dei più grandi patrimoni archeologici della Sicilia e luogo di eccezionale rilevanza per lo studio dell'arte preistorica: si tratta di uno dei pochi siti che conserva incisioni di comunità paleolitiche in Italia. Fa parte della lista "I Luoghi del Cuore" del Fondo Ambiente Italiano.

## Geografia fisica

### Territorio
L'Addaura sorge nella costa nord-occidentale del capoluogo siciliano, ai piedi del versante settentrionale del Monte Pellegrino. Si presenta come una ristretta fascia di terreno, chiusa tra una bassa scogliera bagnata dalle acque del mar Tirreno e le erti pareti della montagna, tuttavia accessibili per mezzo di alcuni valichi che risultano essere stati utilizzati sin dalla preistoria. Delimita a oriente il golfo di Mondello e al contrario di quest'ultima, che presenta una spiaggia con una conformazione simile a quelle caraibiche, è caratterizzata da un lungomare roccioso e ricco di insenature, con fondo sabbioso. 
Nella massiccia falesia del Monte Pellegrino, che sovrasta l'intero quartiere, si aprono diverse cavità originatesi per mezzo dell'erosione marina e che costituiscono un patrimonio di estrema rilevanza naturalistica e storica per via degli eccezionali ritrovamenti di carattere paleontologico e paletnologico. Di tale complesso cavernicolo, oggetto di ricerche già dalla seconda metà del XIX secolo, si distinguono quattro grotte dette principali, che da oriente a occidente sono: la Grotta Perciata (o Grotta Addaura Grande), la Grotta Caprara, la Grotta dei Bovidi (o dell'Antro Nero) e la Grotta delle Incisioni. Alcune di esse (la Perciata e la Caprara) presentano fenomeni carsici interni che hanno creato cunicoli lunghi per centinaia di metri, pertanto sono dotate di articolati sviluppi interni e si distinguono per l'importanza speleologica. 
È inoltre presente una folta pineta che lambisce con il suo verde tale tratto costiero. 

## Origine del nome
ll più antico documento in cui appare indicato il nome della località è una declaratio di Carlo I d'Angiò del 20 agosto 1270, in cui si fa riferimento al territorio con l'antico nome di Daura, designandolo come zona di caccia riservata alla Regia Curia. Come suggerito dagli studi dello storico Rosario La Duca, basandosi sull'Evagrii Historia ecclesiastica di Henricus Valesius, pubblicato nel 1673, il termine daura potrebbe essere una corruzione della parola greca làura, che indica una comunità di religiosi che conducevano una vita solitaria in gruppi di celle formate da piccole capanne o grotte, separate le une dalle altre. Il rinvenimento di frammenti ceramici di età medievale e rinascimentale in numerose grotte e piccole cavità del fronte roccioso ai piedi del quale sorge la frazione, confermano che tale località abbia accolto in passato comunità di eremiti: per tale motivo, risulta estremamente probabile che il toponimo Daura faccia riferimento all'ordine monacale diffuso quando la zona era ancora un feudo di proprietà della chiesa palermitana e che non derivi da laurus (Laurus nobilis, pianta dell'alloro) come suggerito da alcuni studiosi. 

## Storia

### Preistoria
Le prime testimonianze di insediamenti umani nel territorio dell'Addaura risalgono al Paleolitico, quando diverse tribù preistoriche colonizzarono le grotte del Monte Pellegrino. In questo complesso di cavità nella calcarenite, insieme alle caverne del Monte Gallo - in prossimità dell'attuale Mondello - trovarono rifugio i primi uomini ad abitare la Conca d'Oro. Si trattava di una società senza gerarchia e la cui sussistenza era legata inizialmente all'attività di caccia e di macellazione delle prede catturate. Alcune di queste grotte furono utilizzate sia come abitazione che come luogo di sepoltura, con inumazioni realizzate in fosse scavate nella terra e spesso delimitate da pietre: il defunto veniva sepolto con un povero corredo di oggetti ornamentali, per lo più conchiglie forate e denti di animale. 
Il progressivo mutamento ambientale, caratterizzato da un aumento della temperatura media terrestre, portò ad un diverso sviluppo di flora e fauna, nonché ad un innalzamento del livello del mare con il conseguente assottigliarsi delle terre emerse. Nel Mesolitico i cacciatori di mammiferi che vivevano nelle grotte dell'Addaura si adattarono al nuovo ambiente con una lenta evoluzione tecnologica, imparando a coltivare la terra e a prendere il controllo su alcune specie animali. L'insieme di caverne del Monte Pellegrino, ampliate per l'azione abrasiva dell'acqua, tornarono ad essere occupate e sfruttate per lo più nel periodo invernale per la pesca e la raccolta di molluschi terrestri e marini, mentre la caccia veniva praticata nell'entroterra durante il periodo estivo. Sono riconducibili a tale fase storica le raffigurazioni artistiche, molte di carattere religioso, scoperte nella Grotta delle Incisioni e nella Grotta dell'Antro Nero, probabilmente utilizzate come luogo di culto (vedi Grotta dell'Addaura).

### Origine e sviluppo del borgo
Dalle testimonianze storiche risulta che intorno al XIII secolo il territorio fosse un feudo della Chiesa e che le grotte venissero utilizzate come luogo di ritiro spirituale dai monaci eremiti. 
Il primo nucleo di case arrivò dopo l'edificazione del porto dell'Addaura nel XVI secolo, con cui si è iniziata a sviluppare un'economia legata alla pesca e al commercio marittimo. Tale periodo coincide con il fenomeno degli assalti da parte dei corsari barbareschi ai danni della fiorente imprenditoria nata nella costa nord-occidentale siciliana, che perdurò fino al Settecento. Dopo una serie di attacchi drammatici, di cui all'Addaura si ricorda la scorreria del 1580 al Passo di lo Dauro, il Senato Palermitano rispose con la costruzione di una rete di torri d'avvistamento che avevano il compito di rintracciare in tempo le imbarcazioni piratesche e organizzare la difesa delle comunità e dei comprensori. Al confine tra l'Addaura e la borgata di Vergine Maria sorse la Torre del Rotolo, una delle prime ad essere progettate e pertanto meno raffinata rispetto ad esempi più recenti: per tale motivo venne destinata agli avvistamenti "a corta distanza". 

### L'Ottocento e il Novecento
Nella seconda metà del XIX secolo alcune ricerche portarono alla scoperta di importanti reperti paleontologici e paletnologici nella Grotta Addaura Caprara. L'evento riscosse un notevole successo nel panorama scientifico internazionale e diede origine ad una duratura campagna di scavi ed esplorazioni che si estese in poco tempo anche ai promontori vicini. 
Nel 1918, il gruppo Lloyd Adriatico Meridionale edificò nella fascia costiera protetta dal costone roccioso un cantiere navale per la costruzione di imbarcazioni in legno. Ma, subentrata la Società di Navigazione Roma, il programma costruttivo e d'impianto subì importanti modifiche, al fine di essere destinato alla realizzazione di navi metalliche di medio e grande tonnellaggio. La Società realizzò una darsena con le banchine di approdo e un bacino di carenaggio, più una zona lavorativa costituita da quattro scali di alaggio, una centrale elettrica, una fonderia e diverse officine. Il cantiere navale venne chiamato Roma e rimase attivo fino agli anni '30, quando la società che lo gestiva fallì in quanto intestata alla Banca di Sconto, soggetta ad un pesante tracollo finanziario. 
Dopo la Seconda guerra mondiale, gli edifici del cantiere navale vennero modificati e adibiti a sede dell'Istituto Roosevelt, una colonia per gli orfani di guerra siciliani costruita col sostegno economico del governo federale degli Stati Uniti e inaugurata nel 1948 dall'allora vicepresidente del Consiglio dei ministri, Giuseppe Saragat. L'istituto venne in seguito affidato ai padri vocazionisti che provvidero a fondare una chiesa parrocchiale all'interno dell'area, ancora attiva. 
Dal 1946 erano inoltre riprese le indagini archeologiche nella zona, con due brevi campagne di scavo condotte dai ricercatori Luigi Bernabò Brea e Jole Bovio Marconi nell'area antistante la Grotta Addaura II. La presenza sul luogo di un arsenale militare dell'esercito tedesco, comprendente alcuni ordigni inesplosi, rese impossibile esplorare la totalità dell'antro: la sua esplosione pochi anni dopo, accidentale secondo alcuni o controllata dalle autorità militari alleate secondo un'altra versione, danneggiò un'ampia porzione della montagna ma ebbe altresì l'effetto di permettere la scoperta della Grotta delle Incisioni. Così, ad appena due anni dalla scoperta della Grotta di Cala Genovese nell'isola di Levanzo, la Sicilia tornò al centro del dibattito internazionale sull'arte rupestre per la segnalazione, nel dicembre del 1954, di una nuova cavità naturale con evidenze di raffigurazioni parietali all'Addaura.
Il 21 giugno 1989, nella frazione venne sventato un attentato al giudice Giovanni Falcone per mano dell'organizzazione mafiosa di Cosa Nostra: alcune bombe nascoste ai piedi della villa all'Addaura del giudice furono scoperte prima che venissero innescate. Questo evento rimase noto come attentato dell'Addaura. Giovanni Falcone, dopo questo mancato attentato, morirà tre anni più tardi nella strage di Capaci avvenuta il 23 maggio 1992. 

### Epoca contemporanea
L'Addaura è oggi una frazione prettamente residenziale, con un forte richiamo turistico specie durante la stagione estiva. 
L'Istituto Roosevelt ospita, oltre alla parrocchia, la Soprintendenza per i Beni culturali e ambientali del Mare: tuttavia, gran parte degli edifici posti all'interno del suo perimetro non sono sfruttati e dal 2017 alcune associazioni sono in trattativa con la Regione Siciliana e il Comune di Palermo per la riqualificazione del sito, tramite la nascita di un parco urbano con vista sul golfo in cui si insedierebbero diverse realtà dedicate alla ricerca scientifica e al turismo. Nel dicembre del 2019, il governo regionale ha annunciato l'inizio dei lavori per trasformare l'ex-Roosevelt in un centro internazionale di ricerca della Regione Siciliana per l'ambiente e la salute. 

## Monumenti e luoghi d'interesse

### Architetture civili
Sul Lungomare Cristoforo Colombo è situata la villa in cui il 21 giugno 1989 venne sventato l'attentato dell'Addaura, organizzato da Cosa Nostra nel tentativo di assassinare il giudice Giovanni Falcone, che risiedeva in tale località per i mesi estivi. La casa sul mare fa oggi parte della "Carta regionale dei Luoghi dell'Identità e della Memoria" istituita dalla Regione Sicilia con il D.A. n. 8410 del 03/12/2009. 
Tra le più rilevanti architetture civili all'Addaura si annovera Villa Lituania, abitazione modernista costruita negli anni Settanta su via Annibale, in prossimità di Punta Priola, che domina sui golfi di Mondello e Palermo. L'abitazione, commissionata da un'appassionata di architettura appartenente ad una famiglia di imprenditori palermitani, è stata disegnata secondo i più avanzati e interessanti canoni estetici dell'epoca e vanta una terrazza da cui è possibile ammirare un suggestivo panorama con vista sulle isole di Ustica, Alicudi e Filicudi. Dopo un periodo di abbandono, è stata acquistata e ristrutturata nel rispetto dello stile originale, per essere in seguito adibita a residenza consolare ed essere utilizzata contemporaneamente come sede per eventi culturali, mostre d'arte e set cinematografici (a tal proposito, si ricorda il recente impiego della casa come una delle scenografie della serie televisiva italiana Il cacciatore). 
Un'altra architettura di rilievo per la storia della frazione è rappresentata dal complesso dell'ex Istituto Roosevelt, uno spazio offerto dal governo americano ai figli dei lavoratori italiani deceduti nel corso della Seconda Guerra Mondiale. Il centro, che prende il nome dall'allora presidente degli Stati Uniti, era mirato a supportare l'istruzione e il futuro dei bambini rimasti orfani in seguito al conflitto attraverso la creazione di una colonia, che venne inaugurata nel 1948 da Giuseppe Saragat. L'istituto è composto da vari edifici, in parte risultato di un'opera di ristrutturazione e conversione del vecchio cantiere navale costruito all'inizio del Novecento dalla società Lloyd Adriatico. Oggi, all'interno di tale spazio, sono rimasti attivi solo i laboratori tecnici della Soprintendenza del Mare e la chiesa parrocchiale di Maria SS. dell'Addaura, mentre gli altri edifici sono stati chiusi e lasciati per molto tempo in uno stato di abbandono. Nel corso degli anni, numerose associazioni cittadine, accanto a WWF Italia e ad alcune personalità legate alla politica e alla comunità scientifica - tra cui si distingue il soprintendente del mare Sebastiano Tusa - hanno lanciato appelli e promosso idee sulla riqualificazione del sito, che per la sua posizione favorevole sulla costa nord, la vicinanza con i siti archeologici dell'Addaura e l'ampiezza dello spazio a disposizione, rappresenta un'importante risorsa per la città e potrebbe essere sfruttato come parco urbano. Nel 2014 l'ex-Roosevelt è stato destinato a Polo scientifico del Mar Mediterraneo, secondo un protocollo firmato tra l'amministrazione regionale e importanti istituti di ricerca, tra cui il CNR, l'ENEA, l'Arp Sicilia e la Soprintendenza del Mare, non prevedendo ad ogni modo una data di inizio per l'opera di recupero dei capannoni in disuso. 

### Siti archeologici

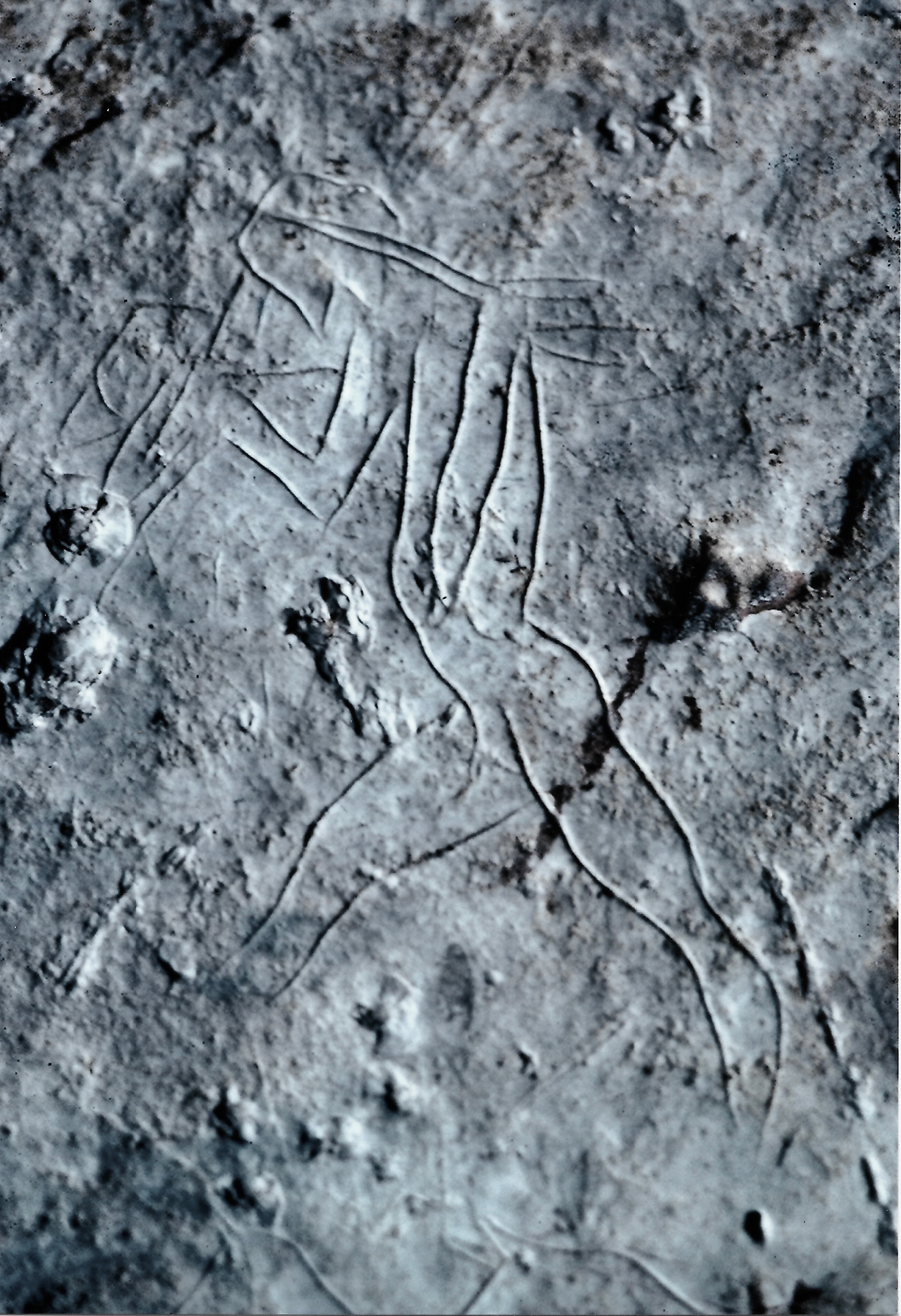
Personaggio dei graffiti dell'Addaura

Il complesso della grotta dell’Addaura è composto da 4 cavità principali, ubicate a circa 70 metri sul livello del mare del versante settentrionale del Monte Pellegrino fronteggiante la costa. Le grotte sono tutte di interesse archeologico: Addaura 1 o Perciata (la più grande in assoluto), Addaura 2 o Caprara, Addaura 3 o Grotta delle Incisioni e la Grotta dei Bovidi o Antro Nero. Alcune di queste rivestono un'importanza paletnologica e paleontologica poiché ricche di utensili di selce e quarzite (strumenti utilizzati per la caccia) e di ossa fossili della fauna pleistocenica, come elefanti nani e ippopotami (Grotta Caprara e Antro Nero); altre presentano fenomeni carsici interni e hanno rilevanza speleologica (Grotte Perciata e Caprara); la Grotta delle Incisioni e l'Antro Nero presentano immagini graffite ed incisioni risalenti a circa 14.000-20.000 anni fa. Nell’Antro Nero sono raffigurate svariate specie di animali (bovini, cervi e cavalli selvatici), mentre l’Addaura III rappresenta la più alta testimonianza di arte parietale del Paleolitico Superiore per la presenza di figure umane particolari, sia per il modo in cui sono tracciate - estremamente realistico - che per il significato enigmatico delle scene rappresentate. 

## Economia
L'economia è stata sempre legata alla pesca, praticata con metodi antichi, ed è stata sempre di sussistenza. Le grotte sono diventate con il tempo meta turistica di rilievo per chi viene in vacanza in Provincia di Palermo. Il porticciolo e la costa hanno determinato invece un turismo di tipo balneare. L'area è apprezzata anche per escursioni paesaggistiche.

## Infrastrutture e trasporti

### Strade
La strada statale 113 Settentrionale Sicula, che percorre il Lungomare Cristoforo Colombo, collega l'Addaura al centro urbano di Palermo in direzione sud, aggirando la montagna e superando il quartiere dell'Arenella-Vergine Maria per arrivare al quartiere Montepellegrino; mentre verso nord permette di raggiungere Mondello. 

### Mobilità urbana
Due linee autobus urbane gestite dall'azienda municipalizzata AMAT connettono l'Addaura alla rete di trasporto pubblico della città di Palermo: la linea diurna 603 (Stadio - Mondello) e la notturna N1 (Piazza Indipendenza - Mondello Torre). 